# Kaashidhoo
Kaashidhoo (em dhivehi: ކާށިދޫ) é uma das ilhas habitadas do atol Kaafu, nas Maldivas. Fica no extremo do atol e é a quinta maior ilha das Maldivas em área. Kaashidhoo é conhecida pela sua riqueza em coqueiros. 
Kaashidhoo está incluída no atol de Malé. No entanto, é em si mesma um atol, geograficamente. Para facilitar a administração da ilha está organizada como parte do atol Kaafu. Tem 1917 habitantes e uma área emersa estimada em 2,89 km2 (9,54 km2 se se incluir a lagoa).